# VirtualBox
VirtualBox — це програма віртуалізації для операційних систем, розроблена німецькою фірмою Innotek, зараз вона належить Oracle Corporation. Вона встановлюється на наявну операційну систему, яка називається хостовою, усередину цієї програми встановлюється інша операційна система, яку називають гостьовою операційною системою.
Підтримується основними операційними системами Linux, FreeBSD, Mac OS X, OS/2 Warp, Microsoft Windows, які підтримують роботу гостьових операційних систем FreeBSD, Linux, OpenBSD, OS/2 Warp, Windows і Solaris.
Починаючи з 2007 року, за спостереженнями DesktopLinux.com, VirtualBox займає третє місце за популярністю серед програмних засобів, які дозволяють запуск Windows-програм на стільниці Linux.

## Історія
Програма була створена компанією Innotek з використанням початкового коду Qemu. Перша публічно доступна версія VirtualBox з'явилась 15 січня 2007 року. В лютому 2008 року Innotek був викуплений компанією Sun Microsystems, модель поширення VirtualBox при цьому не змінилася. В січні 2010 року Sun Microsystems була поглинена Oracle Corporation, модель поширення залишилась попередньою.

## Ключові можливості
- Крос-платформовість
- Модульність
- Жива міграція[en]
- Підтримка USB 2.0, коли пристрої хост-машини стають доступними для гостьових ОС (лише в пропрієтарній версії)
- Підтримка 64-бітних гостьових систем[3] (починаючи з версії 2.0), навіть на 32-бітних хост-системах[4] (починаючи з версії 2.1, для цього потрібна підтримка технології віртуалізації процесором)
- Підтримка SMP на стороні гостьової системи (починаючи з версії 3.0, для цього потрібна підтримка технології віртуалізації процесором)
- Вбудований RDP-сервер, а також підтримка клієнтських USB-пристроїв поверх протоколу RDP (лише в пропрієтарній версії)
- Експериментальна підтримка апаратного 3D-прискорення (OpenGL, DirectX 8/9 (з використанням коду wine) (лише в 32-бітних Windows XP і Vista)), для гостьових DOS / Windows 3.x / 95 / 98 / ME підтримка апаратного 3D-прискорення не передбачена
- Підтримка образів твердих дисків VMDK (VMware) і VHD (Microsoft Virtual PC), включаючи снапшоти (починаючи з версії 2.1[5])
- Підтримка iSCSI (лише в пропрієтарній версії)
- Підтримка віртуалізації аудіопристроїв (емуляція AC97 або SoundBlaster 16 на вибір)
- Підтримка різноманітних видів мережевої взаємодії (NAT, Host Networking via Bridged, Internal)
- Підтримка ланцюжка збережених станів віртуальної машини (snapshots), до яких можна повернутися з будь-якого стану гостьової системи
- Підтримка Shared Folders для простого обміну файлами між хостовою та гостьовою системами (для гостьових систем Windows 2000 і новіше, Linux та Solaris) [6].
- Підтримка інтеграції робочих столів (seamless mode) хостової та гостьової ОС
- Є можливість вибору мови інтерфейсу (підтримується і україномовний інтерфейс).
- Підтримка Extensible Firmware Interface (EFI) (починаючи з версії 3.1)

Починаючи з версії 5:
- Підтримка USB 3.0 (лише в пропрієтарній версії) (вимагає встановлення VirtualBox Extension Pack)
- Шифрування дисків віртуальних машин в реальному часі за алгоритмом AES з довжиною ключа 256 біт (вимагає встановлення VirtualBox Extension Pack)
- Підтримка "гарячого" підключення SATA дисків
- Робота в окремих процесах, які не зв'язані з інтерфейсом
- Підтримка NDIS6 для Windows (починаючи з Windows Vista)
- Підтримка HiDPI
- Підтримка Drag-and-drop для гостьових систем Windows, Linux та Solaris

## Відмінності між відкритою та закритою версіями
Існує дві версії, які відрізняються за ліцензією та функціональністю:
Відкрита версія (OSE, англ. Open Source Edition) — початкові коди доступні під ліцензією GNU GPL, відповідно немає обмежень у використанні. Функціональність аналогічна повній версії, за винятком деяких особливостей, доступних для корпоративних клієнтів:
- RDP сервер — дозволяє підключатися до віртуальної системи віддалено з допомогою будь-якого RDP сумісного клієнта;
- Підтримка USB — дозволяє передавати віртуальній машині USB пристрої;
- USB поверх RDP — дозволяє надати віддалений доступ до USB пристроїв.

Повна версія поширюється лише в бінарному вигляді під власницькою ліцензією (PUEL), безкоштовна — лише для особистого використання.